# Estadio Arturo Collana
El Estadio Arturo Collana es una instalación polideportiva de la ciudad de Nápoles, en Italia. Por capacidad es el segundo estadio napolitano, después del Diego Armando Maradona, contando con un aforo de 12.000 espectadores. Alberga partidos de fútbol, rugby y fútbol americano.
Cuenta con varios gimnasios, entre los que un gimnasio de competición con tribuna para 500 espectadores, uno para artes marciales y otro para halterofilia. Además posee una pista de atletismo, una sala de esgrima, una pista de patinaje, un club de tenis y una piscina.
El nombre del estadio se puso en honor del periodista Arturo Collana (1894-1959), entre los fundadores del Gruppo Napoletano Giornalisti Sportivi (Grupo Napolitano Periodistas Deportivos).

## Historia
Fue construido como estadio de fútbol a finales de los años 1920. Inicialmente tomó el nombre de Stadio XXVIII ottobre y luego de Campo sportivo del Littorio. Albergó ocasionalmente los partidos de local del Napoli; se volvió en campo oficial del club durante la temporada 1933/34, debido a las obras de remodelación del Stadio Giorgio Ascarelli, elegido como sede de algunos partidos del Mundial de 1934.
Durante la Segunda Guerra Mundial, el Napoli volvió a jugar en el Collana sólo en 1941 y por breve tiempo; tras la declaración del armisticio entre Italia y las fuerzas armadas aliadas (8 de septiembre de 1943), el estadio fue requisado por la Wehrmacht y utilizado por las SS como campo de concentración donde detener a los ciudadanos antes de enviarlos a Alemania. Eso provocó la reacción de los napolitanos, que llevó a la insurrección popular conocida como "Cuatro Días de Nápoles".
Durante la posguerra la instalación fue renombrada por breve tiempo Stadio della Liberazione, y fue utilizada de nuevo como campo del Napoli hasta la inauguración del Estadio del Sole (luego llamado Estadio San Paolo y actualmente Estadio Diego Armando Maradona) en 1959. El 6 de noviembre de 1955, al final del partido de Nápoles-Bolonia, hubo una invasión de campo que terminó con un presupuesto de aproximadamente 160 lesionados, de los cuales 8 serios; Los disturbios estallaron después del penal otorgado al final del partido a favor de Bolonia. El Collana fue completamente reestructurado en los años 1970 y se convirtió en un centro deportivo multiuso, capaz de albergar competiciones de atletismo y partidos de fútbol y rugby. El gimnasio más grande por algunos años ha albergado también partidos de baloncesto.

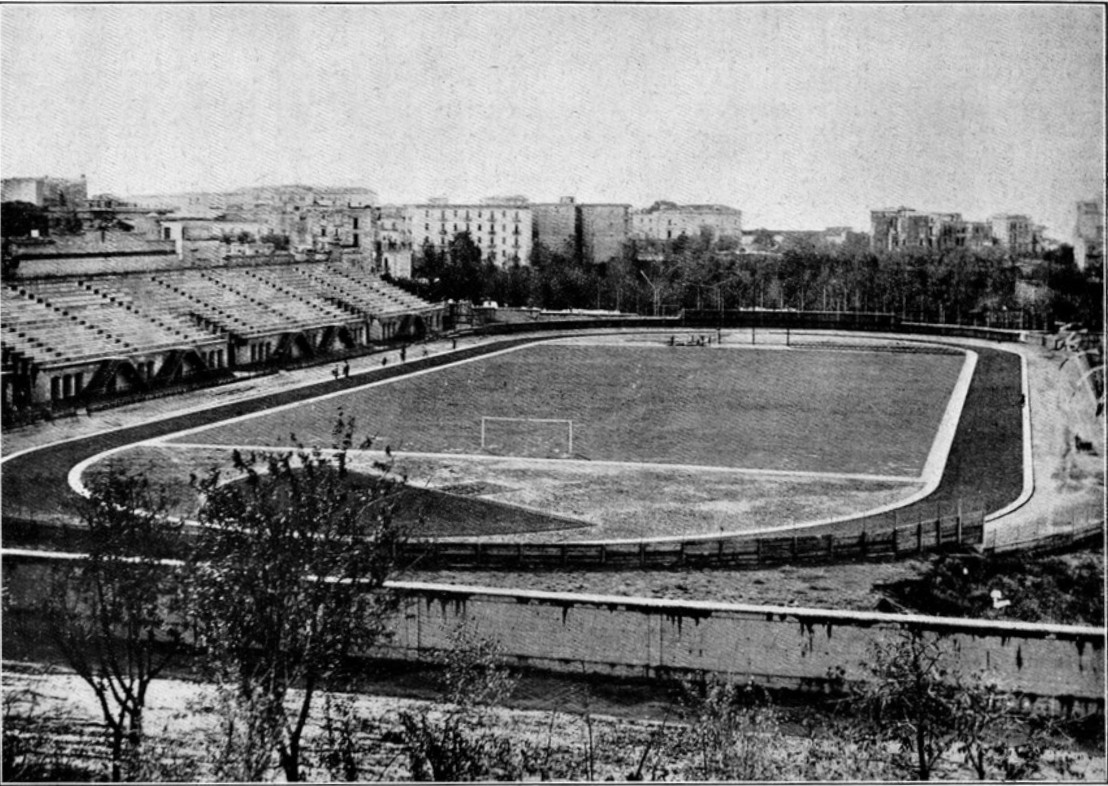
El estadio el día de su inauguración.
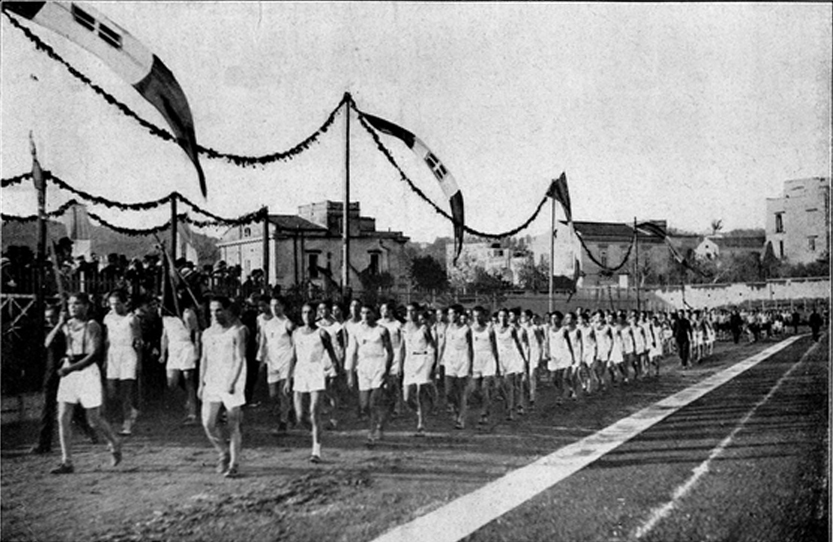
Desfile durante la inauguración.
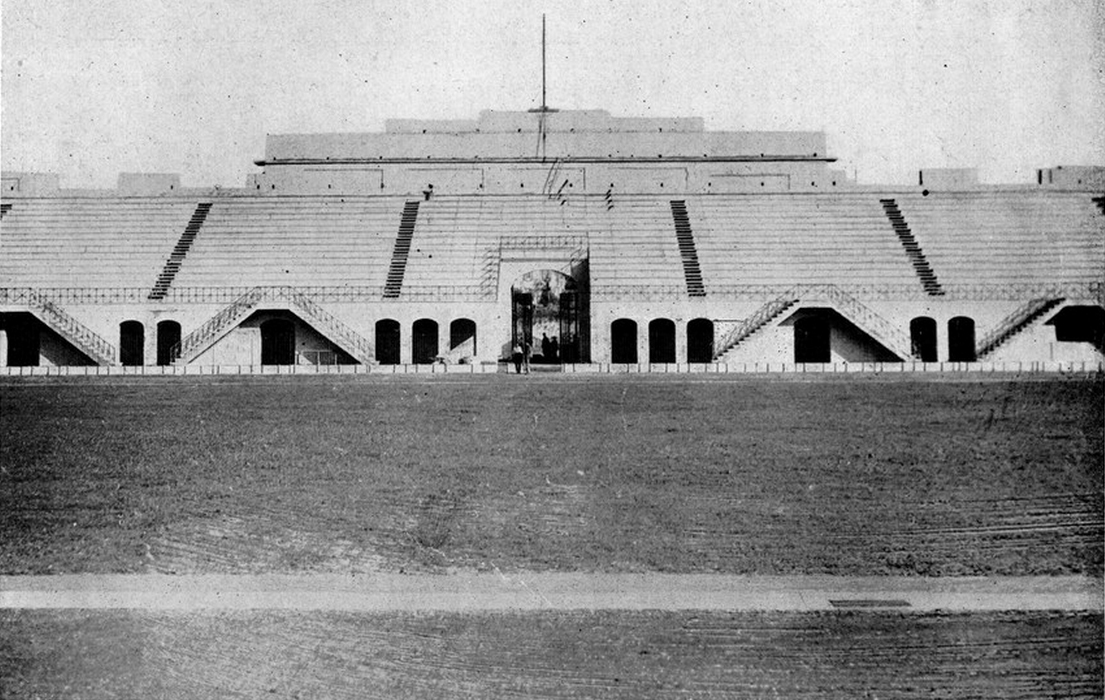
Grada de preferencia en 1929.
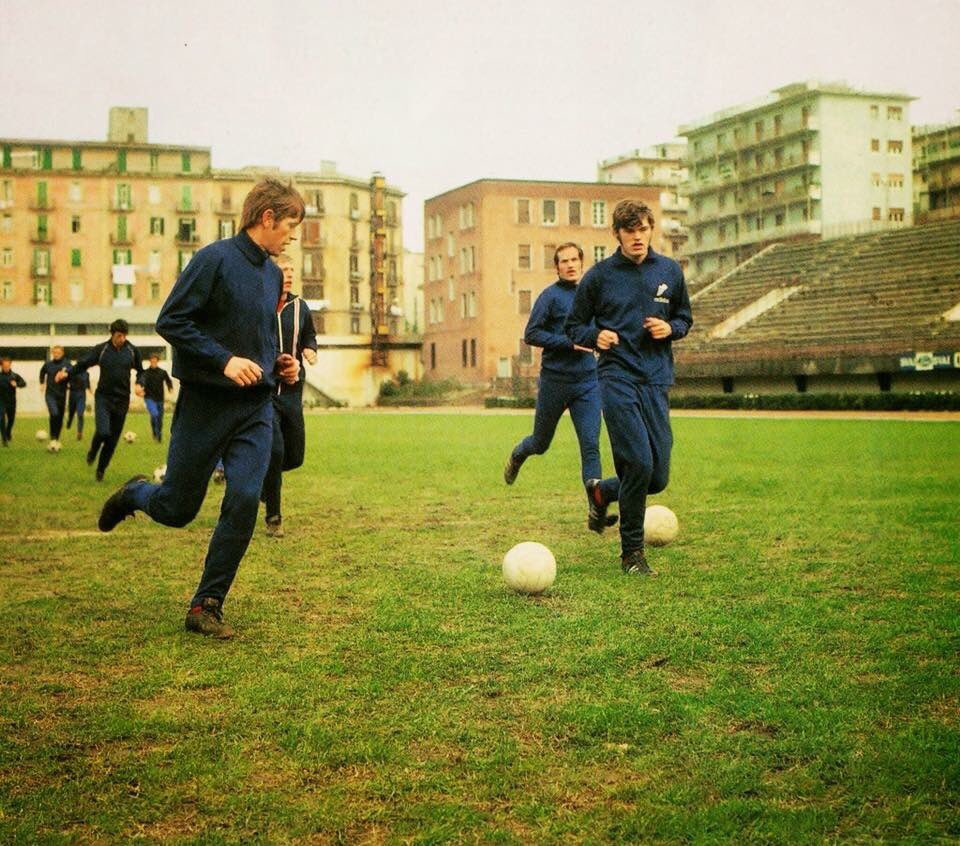
Entrenamiento del Ajax de Ámsterdam, antes de un partido de visitante contra el Napoli en 1969.

## Ubicación
El estadio está situado en el barrio de Vomero, en Via Giuseppe Ribera.

## Acceso
- Tangenziale di Napoli, salida Vomero;
- Metro de Nápoles línea 1, estación Quattro Giornate;
- Líneas de autobús: 130, 132, 181, 633, N3, N7, S2, S5.